# Júszef Rúszí
Júszef Rúszí (arabul: يوسف روسي); Casablanca, 1973. június 28. –) marokkói válogatott labdarúgó.

## Pályafutása

### Klubcsapatban
Casablancában született. Pályafutását is itt kezdte 1994-ben a Raja Casablancaban. 1997-ben Franciaországba szerződött a Stade Rennes csapatához, ahol két évet töltött. 1999 és 2000 között a NEC Nijmegen, 2000 és 2003 között a Dunfermline Athletic játékosa volt. A 2003–04-es szezonban a Raja Casablancában játszott. 2005 és 2008 között Katarban játszott az Al-Khor csapatában.

### A válogatottban
1996 és 2001 között 36 alkalommal játszott a marokkói válogatottban. Részt vett az 1998-as afrikai nemzetek kupáján és az 1998-as világbajnokságon.

## Sikerei, díjai
Raja Casablanca
- Marokkói bajnok (2): 1995–96, 1996–97
- CAF-bajnokok ligája (1): 1997